# 邱鴻霖
邱鴻霖是目前任教於國立清華大學的考古學教授，研究領域在於考古學、臺灣史前文化、體質/生物人類學，尤其是人類骨骸，為台灣少數以墓葬人骨來研究台灣史前文化的考古學者 ，並於開設了台灣唯一兼具科學與文化的「人骨考古學」課程，用校園內挖出的人骨標本輔助教學。由於參與了李匡悌主持的清大南校區（仙宮校區，原新竹市第一公墓）的校區開發之文化資產調查與監看，挖出了許多最早可追朔至清領時期的墓葬，此即課堂上使用的骨頭之來源。於清大人文社會學院經營考古學研究室與科技考古實驗室，成為考古學的教育學習基地。致力於搶救考古遺址，也參與了國立臺灣史前文化博物館南科考古館之面貌復原作業及馬祖亮島的考古。
2013年起主持國立臺灣博物館委託進行的「左鎮人再研究計畫」，2015年末發現左鎮人的年代非為教科書長久以來所稱的3萬年，而是僅有3000年，推翻既有學說，並讓台博館取消將其列為國寶。
2019-2021年間於屏東縣鵝鑾鼻第一遺址進行考古發掘，發現距今4000年前大量墓葬、灰坑與貝器加工場等重要考古現象。這不僅是台灣首見的史前時代貝器加工地點，更可能是太平洋島嶼最古老、面積最大的貝器加工場

。
2021年間於馬祖大坵島進行調查與考古試掘，發現宋元時期建築結構、宋元時期狗腳印屋瓦與明確的新石器時代文化層存在，年代或可上溯至距今五、六千年，改寫了馬祖列島移民史。

## 著作
- 《人類文明的黎明與黃昏》專書導讀文

### 期刊論文
- 2020 Ancient DNA indicates human population shifts and admixture in northern and southern China. Submitting to Nature. ( Melinda A. Yang, Xuechun Fan, Bo Sun, Chungyu Chen, Jianfeng Lang, Zhenhua Zang, Hunglin Chiu, Tianyi Wang, Qingchuan Bao, Mateja Hajdinjak, Albert Ko, Manyu Ding, Peng Cao, Ruowei Yang, Feng Liu, Birgit Nickel, Qingyan Dai, Xiaotian Feng1, Lizhao Zhang, Chengkai Sun, Wen Zeng, Yongsheng Zhao, Xing Gao, Ying-Chin Ko, Janet Kelso, Yinqiu Cui, David Reich, Mark Stoneking, Svante Pääbo, Qiaomei Fu )
- 2018 Continuity or Disruption of Taiwan Prehistory: A Perspective from Burial Behaviors of Southwestern Plain of Taiwan. The 3rd world congress of Taiwan studies. Session6: Taiwan and the world from archaeological perspectives. Submitting.
- 2016〈左鎮人再研究與臺灣舊石器時代的新觀察〉，《臺灣博物季刊》132，第35卷第4期，12-25頁。國立臺灣博物館發行。
- 2015〈臺灣鐵器時代蔦松文化的人群移動與社會組織鍶同位素分析法之應用研究〉，《臺灣博物館學刊》，第68卷第4期23-52頁。
- 2015〈臺灣人骨考古學研究新案例：臺南市水交社清代墓葬群之埋葬習俗與病理觀察〉，《田野考古》，通過審查刊印中。（邱鴻霖、盧泰康、李匡悌共著）
- 2014〈從考古學的角度看3D掃描與逆向輸出在出土墓葬與人骨的應用─以亮島人為例〉，《文化資產保存學刊》第30期83-110頁。文化部文化資產局。
- 2014 Early Austronesians: Into and Out Of Taiwan. (Albert Min-Shan Ko, Chung-Yu Chen, Qiaomei Fu, Frederick Delfin, Mingkun Li, Hung-Lin Chiu, Mark Stoneking, Ying-Chin Ko ) American Journal of Human Genetics, Volume 94(3), Pp. 426-436.
- 2013 Study of P, Ca, Sr, Ba and Pb Levels in Enamel and Dentine of Human Third Molars for Environmental and Archaeological Research. (Hwa-Yen Liu, Jiunn-Hsing Chao, Hung-Lin Chiu, Y. C. Sun) Advances in Anthropology3(2):71-77.
- 2011〈台灣史前時代拔齒習俗的社會意義研究─以鐵器時代蔦松文化石橋遺址為例〉，《考古人類學刊》第73期，第1-60頁。
- 2010《台南市水交社出土清代人骨》，台灣考古工作會報論文集，會議論文(投稿中)。
- 2010〈台湾先史時代の穿孔下顎骨と首狩り行為について〉，日本考古學雜誌，投稿中。
- 2008〈大辛庄商代墓地─透過齒冠測量值的親屬關係分析〉、《海岱地區早期農業和人類學研究》page 221-234，北京：科學出版社。(田中良之、方輝、舟橋京子共著)
- 2008〈台灣史前時代拔齒習俗的社會意義研究〉，2007年度環台灣地區考古學國際研討會暨台灣考古工作會報文集pageV-D-1～34，國立台灣大學文學院 (會議論文)。
- 2006〈考古學的墓葬研究─墓葬現象的表徵與文化屬性〉，《田野考古》第十卷第二期，page1-30。

### 專書
- 2020《古笨港的調查與歷史考古學研究》，雲林縣政府文化局出版，專書編輯印刷中。（盧泰康、邱鴻霖）
- 2020〈從文化資產的視角探討古代人類遺骸之法律及倫理規範〉，《文化資產與物質文化研究-回應與挑戰》逢甲大學出版，專書編輯印刷中。（邱鴻霖、陳叔倬）。
- 2017《遇見骨早人》，考古教育系列之一，新北市立十三行博物館出版。ISBN：978-986-05-4990-4（精裝）（邱鴻霖、鄭雅勻、謝明宏）
- 2016〈台湾先史時代の穿孔下顎骨と首狩り行為〉，《考古学は科学か？田中良之教授紀念論文集》、田中良之教授紀念論文集編集委員会，日本福岡市。
- 2016《左鎮人再研究》，國立臺灣博物館出版。ISBN：978-986-04-7919-5（精裝）（邱鴻霖、陳有貝）
- 2013《馬祖亮島人島尾遺址群發掘及『亮島人』修復計畫》。連江縣政府出版。ISBN：978-986-03-7885-6（精裝）（陳仲玉、邱鴻霖）
- 2008〈大辛庄商代墓地─透過齒冠測量值的親屬關係分析〉、《海岱地區早期農業和人類學研究》pp221-234，北京：科學出版社。（田中良之、方輝、舟橋京子共著）

## 附註
1. ↑  國立臺南藝術大學藝術史學系-邱鴻霖
2. ↑  ETtoday生活中心，清朝無主人骨變清大「老師」　全台唯一人骨考古課秒殺 （页面存档备份，存于），ETtoday新聞雲，2016年3月28日
3. ↑  邱鴻霖，新竹清代武信郎李存軒墓的毀瓷陪葬習俗 （页面存档备份，存于），2020年11月22日，典藏古美術
4. ↑  邱鴻霖，穿了防彈衣還是中彈身亡─「指定」遺址有什麼用？，2016年8月31日，風傳媒
5. ↑  康芸甯，博物館頻道─一見物又見人：南科考古館的史前文化人面貌復原展示設計歷程 （页面存档备份，存于），2020年7月1日，國立臺灣史前文化博物館電子報
6. ↑  陳香蘭，亮島專題之二》考古新發現 亮島1號人是目前已知最早的左撇子 （页面存档备份，存于），2017年9月4日，新頭殼 Newtalk
7. ↑  國立清華大學秘書處，人類所邱鴻霖老師左鎮人研究 推翻教科書說法 榮登報紙頭版 （页面存档备份，存于），2016年1月15日，國立清華大學
8. ↑  吳象元，台灣考古史將被改寫？距今萬年的「左鎮人」實際只有千年歷史 （页面存档备份，存于），2015年12月24日，The News Lens 關鍵評論網
9. ↑  陳歆怡，經典雜誌【考古台灣】左鎮人解謎 尋找台灣最早人類？ （页面存档备份，存于），2016年2月，經典雜誌
10. ↑  周美惠，台灣最早人類「左鎮人」化石送美、澳檢測，結果大翻盤。左鎮人出局，誰才是最早台灣人？ （页面存档备份，存于），2015年12月24日，聯合報
11. ↑  周美惠，左鎮人「出局」 誰才是最早台灣人？ (網際網路檔案館的存檔)，2015年12月24日，聯合報
12. ↑  魯鋼駿，鵝鑾鼻公園考古 清大研究團隊挖出約4000年前文資 （页面存档备份，存于） ，2022年7月27日 ，中央社
13. ↑  國立清華大學National Tsing Hua University | Facebook ，2022年7月27日，清大官方臉書
14. ↑  Keoni Everington，4,000-year-old shell tool site found in Taiwan is oldest in Pacific （页面存档备份，存于） ，2022年7月28日 ，臺灣英文新聞
15. ↑  4,000-Year-Old Shell Tool Site Unearthed in Taiwan （页面存档备份，存于），2022年7月29日 ，Archaeology Magazine
16. ↑  馬祖日報-大坵重大考古發現　證實宋元時期與數千年前史前時代已有人居住 （页面存档备份，存于），2021年11月11日，馬祖日報

## 外部連結
- 【發現】20170107 - 考古講骨 - 最早的臺灣人 - YouTube （页面存档备份，存于）
- 國立清華大學人類所-邱鴻霖 （页面存档备份，存于）